# Parlement van de Duitstalige Gemeenschap (samenstelling 2014-2019)
Dit is de samenstelling van het Parlement van de Duitstalige Gemeenschap voor de legislatuurperiode 2014-2019.
Het Parlement van de Duitstalige Gemeenschap telt 25 rechtstreeks gekozen leden. Bovendien zijn er ook leden met raadgevende stem: zij mogen vergaderingen bijwonen, maar mogen niet deelnemen aan stemmingen of initiatieven nemen. Dit is een onbepaald aantal en kan dus per legislatuur variëren. Deze leden met raadgevende stem zijn de Duitstalige provincieraadsleden van de provincie Luik en Duitstalige leden van de Kamer, het Waals Parlement en het Europees Parlement.
Deze legislatuur volgde uit de Duitstalige Gemeenschapsraadverkiezingen van 25 mei 2014, ging van start op 17 juni 2014 en eindigde op 6 mei 2019.
Tijdens deze legislatuur was de regering-Paasch I in functie, die steunde op een meerderheid van ProDG, SP en PFF. De oppositiepartijen waren dus CSP, Ecolo en Vivant.

## Samenstelling
| Fractie | Fractie | Zetels |
| ------- | ------- | ------ |
|         | CSP     | 7      |
|         | ProDG   | 6      |
|         | SP      | 4      |
|         | PFF     | 4      |
|         | Ecolo   | 2      |
|         | Vivant  | 2      |

## Lijst van de parlementsleden
| Volksvertegenwoordiger     | Partij | Opmerkingen |
| -------------------------- | ------ | --- |
| Robert Nelles              | CSP    | Ondervoorzitter en voorzitter van de commissie Gezondheid en Sociale Aangelegenheden. |
| Patrick Knops              | CSP    | Vervangt vanaf 23 april 2018 Mirko Braem, die om beroepsredenen ontslag neemt. Braem verving vanaf 17 juni 2014 Pascal Arimont, die verkiest om in het Europees Parlement te zetelen. |
| Gerd Völl                  | CSP    | Vervangt vanaf 10 december 2018 Herbert Grommes, die burgemeester van Sankt Vith wordt en dit niet mag cumuleren met het mandaat van parlementslid. Grommes was secretaris tot 10 december 2018. |
| Patricia Creutz-Vilvoye    | CSP    | Secretaris vanaf 10 december 2018. |
| Sandra Houben-Meessen      | CSP    | Vervangt vanaf 10 december 2018 Luc Frank, die burgemeester van Kelmis wordt en dit niet mag cumuleren met het mandaat van parlementslid. |
| Stephanie Pauels           | CSP    | Vervangt vanaf 10 december 2018 Daniel Franzen, die burgemeester van Butgenbach wordt en dit niet mag cumuleren met het mandaat van parlementslid. Franzen was tot 17 november 2017 voorzitter van de CSP-fractie. |
| Jérôme Franssen            | CSP    | Vervangt vanaf 20 februari 2017 Marion Dhur, die burgemeester van Burg-Reuland wordt en dit niet mag cumuleren met het mandaat van parlementslid. Franssen is vanaf 17 november 2017 voorzitter van de CSP-fractie. |
| Freddy Cremer              | ProDG  | Vervangt vanaf 26 juni 2014 Oliver Paasch, die minister in de Duitstalige Gemeenschapsregering wordt. Cremer is voorzitter van de commissie Onderwijs, Opleiding en Volwassenenonderwijs. |
| Wolfgang Reuter            | ProDG  | Vervangt vanaf 26 juni 2014 Harald Mollers, die minister in de Duitstalige Gemeenschapsregering wordt. |
| Lydia Klinkenberg          | ProDG  | Ondervoorzitter. |
| Petra Schmitz              | ProDG  | Secretaris vanaf 15 september 2015. |
| Liesa Scholzen             | ProDG  | Vervangt vanaf 21 september 2015 Friedhelm Wirtz, die actief wordt in de intercommunale Vivias. Wirtz was secretaris tot 15 september 2015. |
| Alfons Velz                | ProDG  | Voorzitter van de ProDG-fractie. |
| Karl-Heinz Lambertz        | SP     | Tot 19 september 2016 parlementsvoorzitter en voorzitter van de commissie Algemene Politiek, Petities, Financiën en Samenwerking. |
| Charles Servaty            | SP     | Vervangt vanaf 17 juni 2014 Edmund Stoffels, die verkiest om in het Waals Parlement te zetelen. Servaty is voorzitter van de SP-fractie. |
| Marcel Strougmayer         | SP     | Vervangt vanaf 15 september 2015 Louis Siquet, die op pensioen gaat. Eerste opvolger Antonios Antoniadis is minister in de Duitstalige Gemeenschapsregering en kan het mandaat bijgevolg niet uitoefenen. Strougmayer is vanaf 19 september 2016 voorzitter van de commissie Cultuur, Lokale Overheden, Werkgelegenheid en Economische Bevordering. |
| Kirsten Neycken-Bartholemy | SP     | Ondervoorzitter vanaf 19 september 2016. |
| Christoph Gentges          | PFF    | Vervangt vanaf 26 juni 2014 Isabelle Weykmans, die minister in de Duitstalige Gemeenschapsregering wordt. Gentges was tot 19 september 2016 voorzitter van de commissie Cultuur, Lokale Overheden, Werkgelegenheid en Economische Bevordering. |
| Alexander Miesen           | PFF    | Ondervoorzitter tot 19 september 2016. Vanaf 19 september 2016 parlementsvoorzitter en voorzitter van de commissie Algemene Politiek, Petities, Financiën en Samenwerking. |
| Evelyn Jadin               | PFF    | |
| Gregor Freches             | PFF    | Voorzitter van de PFF-fractie. |
| Marc Niessen               | Ecolo  | Vervangt vanaf 23 januari 2017 Franziska Franzen, die ontslag neemt om voor verjonging te zorgen. |
| Freddy Mockel              | Ecolo  | Voorzitter van de Ecolo-fractie. |
| Michael Balter             | Vivant | Voorzitter van de Vivant-fractie. |
| Alain Mertes               | Vivant | Vervangt vanaf 17 juni 2014 Linda Nix, die beslist om niet te zetelen. |

## Leden met raadgevende stem
| Naam                  | Partij | Opmerkingen |
| --------------------- | ------ | --- |
| Pascal Arimont        | CSP    | Zetelt in het Europees Parlement. |
| Jacques Schrobiltgen  | CSP    | Zetelt in de provincieraad van Luik. Vervangt vanaf 19 november 2018 Nicole De Palmenaer, die lid met raadgevende stem was van 20 februari 2017 tot 25 juni 2018 in opvolging van Anne Marenne-Loiseau, die stopte als provincieraadslid. |
| Kattrin Jadin         | PFF    | Zetelt in de Kamer van volksvertegenwoordigers. |
| Jennifer Baltus-Möres | PFF    | Zetelt in het Waals Parlement. |
| Yves Derwahl          | PFF    | Zetelt in de provincieraad van Luik. Vervangt vanaf 19 november 2018 Bernard Zacharias. |
| Edmund Stoffels       | SP     | Zetelt in het Waals Parlement. |
| Alfred Ossemann       | SP     | Zetelt in de provincieraad van Luik. |
| Michel Neumann        | Ecolo  | Zetelt in de provincieraad van Luik. Vervangt vanaf 19 november 2018 Hans Niessen. |